# Faustballnationalmannschaft der Vereinigten Staaten
Die Männerfaustballnationalmannschaft der Vereinigten Staaten ist die von den Nationaltrainern getroffene Auswahl amerikanischer Faustballspieler. Sie repräsentieren die United States Fistball Association auf internationaler Ebene bei Veranstaltungen der International Fistball Association.

## Internationale Erfolge
Seit 1999 nimmt die Männernationalmannschaft der Vereinigten Staaten an internationalen Veranstaltungen teil.

### Weltmeisterschaften
| - 1999 in der Schweiz: 11. Platz (von 12) - 2003 in Brasilien: nicht teilgenommen - 2007 in Deutschland: 11. Platz (von 12) - 2011 in Österreich: 9. Platz (von 12) - 2015 in Argentinien: 8. Platz (von 14) - 2019 in der Schweiz: 10. Platz (von 18) |

### Pan American Championships
Seit der ersten Austragung der Panamerikanischen Spiele nimmt die USA am Wettbewerb teil.
| - 2015 in den Vereinigten Staaten: 3. Platz (von 4) - 2018 in Argentinien: 4. Platz (von 4) |

## Kader
Kader bei der Faustball-WM 2015 in Argentinien:
| Nr.            | Name              | Verein                     | Debüt   |         |         |         |         |
| Angriff        | Angriff           | Angriff                    | Angriff | Angriff | Angriff | Angriff | Angriff |
| -------------- | ----------------- | -------------------------- | ------- | ------- | ------- | ------- | ------- |
| 2              | Mathew Henrichs   | Rampage Fistball Club      | 2002    |         |         |         |         |
| 10             | Mat Ogin          | South Jersey Fistball Club | 2010    |         |         |         |         |
| 4              | Todd Strassberger | South Jersey Fistball Club | 2013    |         |         |         |         |
| 1              | Eric Kindler      | Rampage Fistball Club      | 2005    |         |         |         |         |
| Abwehr/Zuspiel |                   |                            |         |         |         |         |         |
| 7              | Keith Schweda     | Renegades Fistball team    | 2004    |         |         |         |         |
| 5              | Matt Ayling       | Phoenix Club Fistball team | 2010    |         |         |         |         |
| 8              | Kris Graham       | Phoenix Club Fistball team | 2011    |         |         |         |         |
| 3              | Steve Kucera      | Renegades Fistball team    | 2004    |         |         |         |         |
| 6              | Aaron Weninger    | Wisconsin Fistball Club    | 2003    |         |         |         |         |
| 9              | Pat White         | Renegades Fistball team    | 2007    |         |         |         |         |

### Trainer
| Name             | Funktion          |
| ---------------- | ----------------- |
| Ron Jesswein     | Cheftrainer       |
| Gastão Englert   | Trainer           |
| Patricia Groeber | Co-Trainerin      |
| Steven Groeber   | Delegationsleiter |